# Yufu
Yufu (由布市, Yufu-shi) est une municipalité ayant le statut de ville dans la préfecture d'Ōita, au Japon. La ville est connue pour ses nombreux onsen.

## Géographie

### Situation
Yufu est située dans le centre de la préfecture d'Ōita, au pied du mont Yufu.

### Municipalités limitrophes
| Kusu    | Usa    | Beppu |
| Kokonoe | Yufu   | Ōita  |
| Taketa  | Taketa | Ōita  |

### Démographie
En mars 2023, la ville de Yufu avait une population estimée à 33 450 habitants répartis sur une superficie de 319,32 km2.

### Climat
Yufu a un climat subtropical humide avec des étés chauds et des hivers frais. Les précipitations sont importantes tout au long de l'année, mais sont un peu plus faibles en hiver. La température moyenne annuelle à Yufu est de 13,3 °C. La pluviométrie annuelle moyenne est de 1 992,2 mm, juin étant le mois le plus humide.

## Histoire
La ville de Yufu a été créée le 1er octobre 2005, de la fusion des anciens bourgs de Hasama, Shōnai et Yufuin.

## Transports
La ville est desservie par la ligne principale Kyūdai de la JR Kyushu. Les principales gares sont celles de Yufuin et Mukainoharu.